# 美國陸軍醫療司令部
美國陸軍醫療司令部（英語：United States Army Medical Command，簡稱：MEDCOM）是美國陸軍的主要司令部之一。

## 歷史
1993年幾個醫療部門的合併，正式建立醫療司令部（臨時），但這是，由陸軍軍醫總監兼任指揮官。1994年10月全面運作，取消了“臨時”。
2019年10月1日，所有軍事和退伍軍人醫療設施的營運和行政管理權移交給了國防健康局。

## 單位
地區衛生司令部:
- 歐洲地區衛生司令部
- 中央地區衛生司令部
- 大西洋地區衛生司令部
- 太平洋地區衛生司令部

其他直屬單位:
- 美國陸軍公共衛生中心（英语：U.S. Army Public Health Center）
- 美國陸軍醫療部門訓練中心（英语：United States Army Medical Department Center and School）
- 美國陸軍牙醫司令部

## 外部連結
- 美國陸軍醫療司令部官方網站 （页面存档备份，存于） （英文）